# Henryk Dembiński
Henryk Dembinski (16 gennaio 1791 – 13 luglio 1864) è stato un generale polacco, nato presso Cracovia.
Entrò nell'esercito polacco nel 1809, e combatté sotto Napoleone contro i Russi ed a Lipsia nel 1813.
Durante la rivoluzione polacca del 1830, fu comandante in capo. Passò al servizio di Mehmet nel 1833. Nell'insurrezione ungherese del 1848 Lajos Kossuth lo nominò comandante in capo. Fu ostacolato dalla gelosia di Gorgei e dopo la disfatta di Kapolna, diede le dimissioni. Quando si dimise anche Kossuth, fuggì in Turchia, tornando però nel 1850 a Parigi, dove ebbe relazioni con il gruppo di esuli polacchi dell'Hôtel Lambert.